# فضيلة أن تكون لا أحد (فلم 2016)
فضيلة أن تكون لا أحد هو فيلم دراما قصير سعودي من بطولة إبراهيم الحساوي ومشعل المطيري، ومن إخراج وتأليف بدر المحمود، وهو من إنتاج مركز الملك عبد العزيز الثقافي العالمي. عُرض الفيلم لأول مرة في الدورة الثالثة عشر من مهرجان دبي السينمائي الدولي عام 2016، وفاز بجائزة «المهر الخليجي لأفضل فيلم قصير».

## قصة الفيلم
يتكلم الفيلم عن شاب فقد إبنه وزوجته، يواجه سلسلة من الأحداث غير المتوقعة بعد لقاءه برجل عجوز على الطريق يسرد له تفاصيل حياته.

## طاقم التمثيل
- إبراهيم الحساوي بدور أبو ناجي، أبو محمد
- مشعل المطيري بدور أبو محمد
- محمد الملا
- أبو عبد الرحمن

## الجوائز
| قائمة الجوائز والترشيحات      | قائمة الجوائز والترشيحات | قائمة الجوائز والترشيحات                  | قائمة الجوائز والترشيحات | قائمة الجوائز والترشيحات | قائمة الجوائز والترشيحات |
| المهرجان                      | الفترة                   | الجائزة                                   | المترشح                  | النتيحة                  | مراجع                    |
| ----------------------------- | ------------------------ | ----------------------------------------- | ------------------------ | ------------------------ | ------------------------ |
| مهرجان دبي السينمائي الدولي   | 7 - 14 ديسمبر 2016       | جائزة المهر الخليجي لأفضل فيلم قصير       | فضيلة أن لا تكون أحد     | فوز                      | [ 3 ] [ 2 ]              |
| مهرجان أفلام السعودية         | 27 مارس - 1 أبريل 2017   | جائزة النخلة الذهبية لأفضل سيناريو منفذ   | بدر الحمود               | فوز                      | [ 6 ]                    |
| مهرجان لندن للأفلام المستقلة  | 13 - 25 أبريل 2017       | جائزة أفضل فيلم قصير                      | فضيلة أن لا تكون أحد     | فوز                      | [ 7 ] [ 8 ]              |
| مهرجان بيروت السينمائي الدولي | 4 - 12 أكتوبر 2017       | جائزة لجنة التحكيم الخاصة لأفضل فيلم قصير | فضيلة أن لا تكون أحد     | فوز                      | [ 9 ] [ 4 ]              |

## وصلات خارجية
- فضيلة أن تكون لا أحد على يوتيوب